# Madeul (métro de Séoul)
Madeul est une station sur la ligne 7 du métro de Séoul, dans l'arrondissement de Nowon-gu.